# Lispe xenochaeta
Lispe xenochaeta är en tvåvingeart som beskrevs av Malloch 1923. Lispe xenochaeta ingår i släktet Lispe och familjen husflugor. Inga underarter finns listade i Catalogue of Life.